# Каста
Кастата е затворена група или съсловие от хора, изпълняващи специфични социални функции, свързана с принадлежност към отделна етническа или религиозна общност. В древността кастовата система в различни варианти е разпространена в Индия, Египет, Перу, и др.
Кастите са особено характерни за древноиндийското общество. Те са хиндуистка форма на социална стратификация на обществото, специфичен израз на неравенствата. Кастите се характеризират с ендогамия, строг вътрешно-групов произход на наследяване, със строго определен религиозен и ритуален статус, с ограничение в избора на професия, диета и режим на хранене, с привилегии и самоуправление, както и със строго формализиране на личностните отношения между членовете на различните касти. В Древна Индия съществуват 33 касти.
Основни съсловия в кастовата система на Древна Индия, премахнати от конституцията на страната през 1950 г.:
- Брахмани – жреци и учители
- Кшатрии – воини и владетели
- Вайши – земеделци и търговци
- Шудри – работници и занаятчии
- Далити – или „Недосегаеми“, които са презрени от другите и трябва да работят най-тежката и мръсна работа.

В Япония също е съществувала стриктна социална стратификация, на върха на която стоели императорът и придворните куге, заедно с шогун и даймио, а под тях населението било разделено на 4 касти: самураи, селяни, занаятчии и търговци.